# Riddersholms naturreservat
Riddersholms naturreservat är ett naturreservat i Norrtälje kommun i Stockholms län.
Området är naturskyddat sedan 1998 och är 640 hektar stort. Reservatet ligger söder om herrgården Riddersholm och väster om Kapellskär vid kusten. Reservatet består av ängar, ädellövskog och barrskog.